# شاکر اسماعیل
شاکر اسماعیل (عربی: شاكر إسماعيل؛ زادهٔ ۱ ژوئیهٔ ۱۹۲۷) بازیکن فوتبال اهل عراق بود.
از باشگاه‌هایی که در آن بازی کرده‌است می‌توان به باشگاه ورزشی المینا اشاره کرد.
وی همچنین در تیم ملی فوتبال عراق بازی کرده‌است.